# Neosticta
Neosticta is een geslacht van libellen (Odonata) uit de familie van de Isostictidae.

## Soorten
Neosticta omvat 3 soorten:
- Neosticta canescens Tillyard, 1913
- Neosticta fraseri Watson, 1991
- Neosticta silvarum (Sjöstedt, 1917)